# Metrolijn 5 (Boekarest)

Lijn 5 in oranje in het zuidwesten van het metronet. De verlenging in stippellijn naar het oosten is mee aangegeven.

Metrolijn 5 is de nieuwste lijn van de metro van Boekarest en werd geopend op 15 september 2020. Het geopende deeltraject ligt in het zuidwesten van de stad.  Een verdere verlenging door het stadscentrum oostwaarts is in aanleg. Metrolijn 5 heeft bij opening een lengte van 6,9 km en loopt van Eroilor naar Râul Doamnei. De volledig ondergrondse lijn met de kleur oranje aangeduide lijn heeft - tot een geplande verlenging is afgewerkt - tien stations. In het zuidwesten heeft de hoofdlijn een aftakking naar een tweede terminus Valea Ialomiței.
Het hele traject westwaarts van het metrostation Orizont ontsluit de lijn in sector 6 van Boekarest de planmatig aangelegde woonwijk Drumul Taberei en volgt daarbij met bedding en stations de hoofdlaan van die wijk die zich door het gebied slingert. Vanaf Orizont wordt een noordoostelijk traject gevolgd in sector 5 van de hoofdstad langs de campus van de Nationale Defensie-universiteit Carol I, bediend door station Academia Militară, tot Eroilor in de wijk Cotroceni. In de voorlopige terminus van M5, Eroilor, kan op lijn 1 en lijn 3 worden overgestapt.
De verlenging van lijn 5 loopt doorheen nieuwe tunnels dwars door de oude stad, kruist de M2 aan het metrostation Universitate en loopt vervolgens oostwaarts tot het station Iancului onder de Plaza Iancului waar de cirkelvormige lijn M1 een tweede maal wordt gekruist.  Uiteindelijk wordt volgens de planning de doorsteek gemaakt naar de tweede terminus van lijn 1 in het station Pantelimon wat dan een oostelijke terminus zou vormen voor M1 en M5, in de wijk Pantelimon in sector 2 van Boekarest. Het nog af te werken traject heeft een lengte van 9,2 kilometer.
Voor lijn 5 werd in 2014 een aanbesteding uitgeschreven voor 51 treinstellen. Deze werd initieel ook gegund aan CAF, maar werd nadien opgeschort wegens procedurefouten. CAF zou interne geheime informatie van Metrorex verkregen hebben.
Verwacht wordt dat de treinstellen uiteindelijk toch in 2023 geleverd zullen worden.  Tot dan worden 8 Bombardier Movia 346 treinstellen herbruikt van M3 voor de bediening van lijn 5.

## Zie ook

Lijnschema van M5. De verlenging in stippellijn naar het oosten is mee aangegeven.